# Lispoides atrisquama
Lispoides atrisquama är en tvåvingeart som först beskrevs av Stein 1904.  Lispoides atrisquama ingår i släktet Lispoides och familjen husflugor.
Artens utbredningsområde är Peru. Inga underarter finns listade i Catalogue of Life.